# Erichthodes julia
Espèce
Erichthodes julia est une  espèce de papillons de la famille des Nymphalidae et de la sous-famille des Satyrinae et du genre Erichthodes.

## Dénomination
Erichthodes julia a été décrit par Gustav Weymer en 1911 sous le nom initial d' Euptychia julia. 

## Description
Erichthodes julia est un papillon au dessus marron.

## Écologie et distribution
Erichthodes julia est présent en Colombie, en Bolivie et au Pérou.

### Protection
Pas de statut de protection particulier